# Джанкшен-Сіті (Вісконсин)
Джанкшен-Сіті (англ. Junction City) — селище (англ. village) в США, в окрузі Портедж штату Вісконсин. Населення — 420 осіб (2020).

## Географія
Джанкшен-Сіті розташований за координатами 44°35′44″ пн. ш. 89°46′11″ зх. д. / 44.59556° пн. ш. 89.76972° зх. д. (44.595478, -89.769814).  За даними Бюро перепису населення США в 2010 році селище мало площу 4,06 км², з яких 4,04 км² — суходіл та 0,02 км² — водойми.

## Демографія
Згідно з переписом 2010 року, у селищі мешкало 439 осіб у 169 домогосподарствах у складі 115 родин. Густота населення становила 108 осіб/км².  Було 211 помешкання (52/км²).
Расовий склад населення:
| - 92,5 % — білих - 4,1 % — азіатів - 0,2 % — корінних американців - 0,2 % — чорних або афроамериканців - 1,4 % — осіб інших рас |

До двох чи більше рас належало 1,6 %. Частка іспаномовних становила 3,2 % від усіх жителів.
За віковим діапазоном населення розподілялося таким чином: 30,3 % — особи молодші 18 років, 58,1 % — особи у віці 18—64 років, 11,6 % — особи у віці 65 років та старші. Медіана віку мешканця становила 31,6 року. На 100 осіб жіночої статі у селищі припадало 93,4 чоловіків;  на 100 жінок у віці від 18 років та старших — 94,9 чоловіків також старших 18 років.
Середній дохід на одне домашнє господарство  становив 45 765 доларів США (медіана — 37 500), а середній дохід на одну сім'ю — 57 456 доларів (медіана — 49 250). Медіана доходів становила 46 750 доларів для чоловіків та 30 000 доларів для жінок. За межею бідності перебувало 16,4 % осіб, у тому числі 11,2 % дітей у віці до 18 років та 12,1 % осіб у віці 65 років та старших.
Цивільне працевлаштоване населення становило 186 осіб. Основні галузі зайнятості: виробництво — 21,0 %, освіта, охорона здоров'я та соціальна допомога — 15,6 %, мистецтво, розваги та відпочинок — 9,7 %, оптова торгівля — 9,1 %.